# Vrij goed
Een vrij goed, is in tegenstelling tot een economisch goed, iets dat geen productiemiddelen kost om het te produceren. Voorbeelden zijn: zonlicht, wind en regen. Het tegenovergestelde is schaarste.
Iets is een vrij goed wanneer er geen productiefactoren voor nodig zijn om dit goed te maken.
Doordat vrije goederen zelf niet schaars zijn en de productie ervan ook geen gebruik maakt van (schaarse) productiemiddelen, is het 'gebruik' van vrije goederen vaak gratis. Een uitzondering hierop zijn immateriële goederen zoals de reproductie van uitvindingen die beschermd kunnen worden door het octrooirecht. De bedenker van een vinding of de componist van een muziekstuk steekt wel schaarse productiemiddelen (in ieder geval zijn eigen schaarse tijd) in het creëren ervan. Dankzij wet- en regelgeving rondom intellectueel eigendom kan hij ook een vergoeding opeisen voor de reproductie van zijn creatie, ook al gaat het in economisch opzicht hier om 'vrije goederen'.